# Het geel
Het geel, veroorzaakt door Trichomonas gallinae uit het trichomonas-geslacht, is een parasitaire protozoa aandoening van de bovenste luchtwegen die vooral duiven en soms ook zangvogels treft. Meestal komt het bij duiven voor door onderling snavelcontact. Zo nu en dan kunnen ook roofvogels en uilen geïnfecteerd worden als zij besmette prooien eten. Uiterlijk ziet het er uit als een kazig abces in de keelholte, de vogels komen in ademnood en sterven door verstikking of voedseltekort.

## Symptomen bij vogels
- Een groot geelkleurig abces, ter hoogte van de bovenste luchtwegen.
- Verschijnselen van benauwdheid.
- Vermagering.
- Warrig verendek.
- Besmette vogels sluiten zich af van de groep.

#### Dinosauriërs
Volgens een artikel in PLoS kon de dinosauriër Tyrannosaurus rex ook geïnfecteerd raken en hier mogelijk zelfs aan sterven.